# HD 169028
HD 169028，又名BD+51 2357，SAO 30897、HR 6880，是一颗恒星，视星等为6.3，位于銀經79.61，銀緯25.61，其B1900.0坐标为赤經18h 17m 35.4s，赤緯+51° 25.61′ 13″。